# Torneo de Cluj-Napoca 2022
El Transylvania Open 2022 fue un torneo profesional de tenis que se jugó en canchas duras bajo techo. Fue la 2.ª edición del torneo, y formó parte de los torneos WTA 250 del 2022. Tuvo lugar entre el 2 de agosto y el 8 de agosto de 2022.

## Distribución de puntos
| Modalidad           | Campeona | Finalista | Semifinales | Cuartos de final | 2.ª ronda | 1.ª ronda | Clasificadas | 2.ª ronda de clasificación | 1.ª ronda de clasificación |
| Individual femenino | 280      | 180       | 110         | 60               | 30        | 1         | 18           | 12                         | 1                          |
| Dobles femenino     | 280      | 180       | 110         | 60               | 1         | -         | -            | -                          | -                          |

## Cabezas de serie

### Individuales femenino
| Tenista            | Ranking | Preclasificada |
| Barbora Krejčiková | 23      | 1              |
| Anhelina Kalinina  | 45      | 2              |
| Ana Bogdan         | 46      | 3              |
| Anastasia Potapova | 51      | 4              |
| Magda Linette      | 55      | 5              |
| Marta Kostyuk      | 56      | 6              |
| Xiyu Wang          | 59      | 7              |
| Anna Bondár        | 61      | 8              |
| Lucia Bronzetti    | 62      | 9              |

- Ranking del 3 de octubre de 2022.

### Dobles femenino
| Tenista                            | Ranking | Preclasificadas |
| Kirsten Flipkens Laura Siegemund   | 76      | 1               |
| Ulrikke Eikeri Tereza Mihalíková   | 96      | 2               |
| Natela Dzalamidze Alexandra Panova | 104     | 3               |
| Oksana Kalashnikova Marta Kostyuk  | 106     | 4               |

## Campeonas

### Individual femenino
Anna Blinkova venció a  Jasmine Paolini por 6-2, 3-6, 6-2

### Dobles femenino
Kirsten Flipkens /  Laura Siegemund vencieron a  Kamilla Rakhimova /  Yana Sizikova por 6-3, 7-5